# Монашество
Мона́шество (от слов монах, монастырь, от греч. μόνος — «один, одинокий», μονάζειν — «быть одному, жить уединённо», μοναχός, μοναστής — «живущий уединённо», μοναστήριον — «уединённое жилище»), также и́ночество (в православии) — термин, обозначающий совокупность людей, обрекающих себя на безбрачие и отречение от всех благ мира, подчиняющихся обычно определённому уставу и имеющих своей целью служение религиозным идеалам, достижимым лишь путём самоотречения и удаления от мира. Монашеский путь занимает центральное место в буддизме и джайнизме. С монашеского устава начинается буддийский канон Типитака. Обособление от мира, осуществляемое в тех или иных формах, встречается как в древнем иудаизме (например, библейские назореи и пророки, такие как Илия и Иоанн Креститель), так и в других религиях: в египетском культе Сераписа и в греческой философии (например, в неоплатонизме).
В Библии само греческое слово «монах» не встречается. Высказывается предположение, что впервые с монашеским образом жизни греки познакомились после походов Александра Македонского, со времён существования греко-индийских царств. Одним из первых упоминаний о греческих монахах является сообщение в буддийском Махавамсе — о том, что во времена правления греко-индийского царя Менандра I (II век до н. э.) греческий (на пали — йона) глава монахов-буддистов по имени Махадхармаракшита вместе с тридцатью тысячами буддистов из «греческого города Александрия» (вероятно, имеется в виду Александрия Кавказская) посетил освящение великой ступы в Анурадхапуре (Шри-Ланка).

## Христианство

### Христианское монашество по регионам
- Монашество в византийском Египте (Египет первых веков нашей эры считается вероятной родиной христианского монашества).
- Монашество в византийской Палестине.
- Монашество в Византии (вне Египта и Палестины).
- Монашество в Русской православной церкви.
- Западное монашество (у католиков — после разделения церквей).

### Сестричество как одна из форм монашества

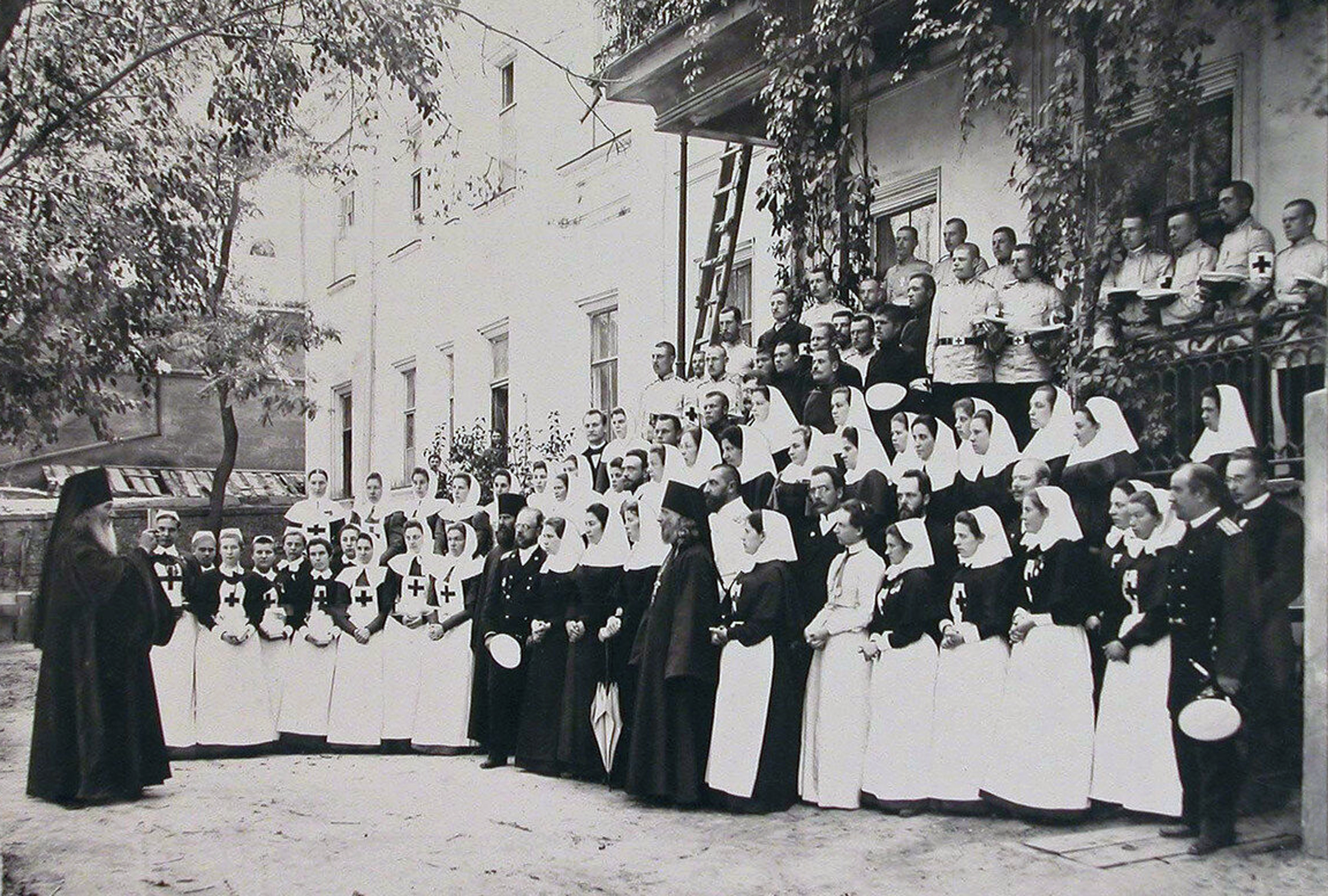
Архиепископ Херсонский и Одесский Иустин благословляет отряд сестёр милосердия и санитаров на работу на плавучем госпитале «Царица»

В предреволюционное время Елизаветой Фёдоровной в 1909 году в Москве была создана особая полумонашеская Марфо-Мариинская обитель православных медицинских сестёр милосердия. При советской власти она была упразднена, и возобновила свою деятельность только в начале XXI века.
Крестовые сёстры имеют особое посвящение, носят соответствующие своему чину одежды, выполняют возложенные на них послушания.

Белые сёстры живут в обители по уставу и, в основном, несут послушания социальной направленности. Сёстры могут быть посвящены по собственному желанию и благословению настоятельницы на 1 год, 3 года или на 6 и более лет. В отличие от монахинь, у них есть выходные и отпуск. После истечения срока данного обета сестра посвящается на следующий срок или становится послушницей, а при желании может покинуть обитель.

### Монашество в миру
«Монашество в миру», или «тайное монашество» возникло в СССР в XX веке в условиях гонений на православную церковь. Принимая «тайный постриг» монах или монахиня оставались в миру, носили обычную одежду, работали в светских учреждениях, но соблюдали все обеты и предписания для монахов: послушание старцу, исповедание помыслов, молитва.
Один из примеров монашества в миру в советское время — философ Алексей Лосев и его супруга Валентина Лосева, которые в 1929 году приняли тайный постриг с именами Андроник и Афанасия (в память об одноимённых раннехристианских святых, подвизавшихся в монастырях Египта).

## Буддизм
Начало буддийскому монашеству было положено самим основателем буддизма Гаутамой Буддой, жившим в V—IV веках до нашей эры.
Многое в образе жизни буддийских монахов было заимствовано у странствующих аскетов более ранних религий, некоторые из которых были учителями Сиддхартхи Гаутамы Шакьямуни Будды.
Большинство буддийских монахов — не отшельники, стремящиеся жить в изоляции от мирского общества настолько, насколько это возможно. Мирская и монашеская часть буддийской Сангхи довольно тесно взаимодействуют: миряне дарят монахам еду, одежду и другие необходимые вещи, и получают взамен наставление в Дхарме. Буддийские монахи и монахини обычно живут не поодиночке, а небольшими группами — например, учитель и его ученики или несколько монахов-друзей, путешествующих вместе. Чаще всего они поселяются неподалёку от поселений мирских буддистов. Обычно буддийские монахи и монахини стараются обходиться только теми вещами и благами, которые жертвуют им миряне. Мирские буддисты кормят монахов и предоставляют им укрытие, когда те в нём нуждаются. Существуют женские и мужские монашеские общины.

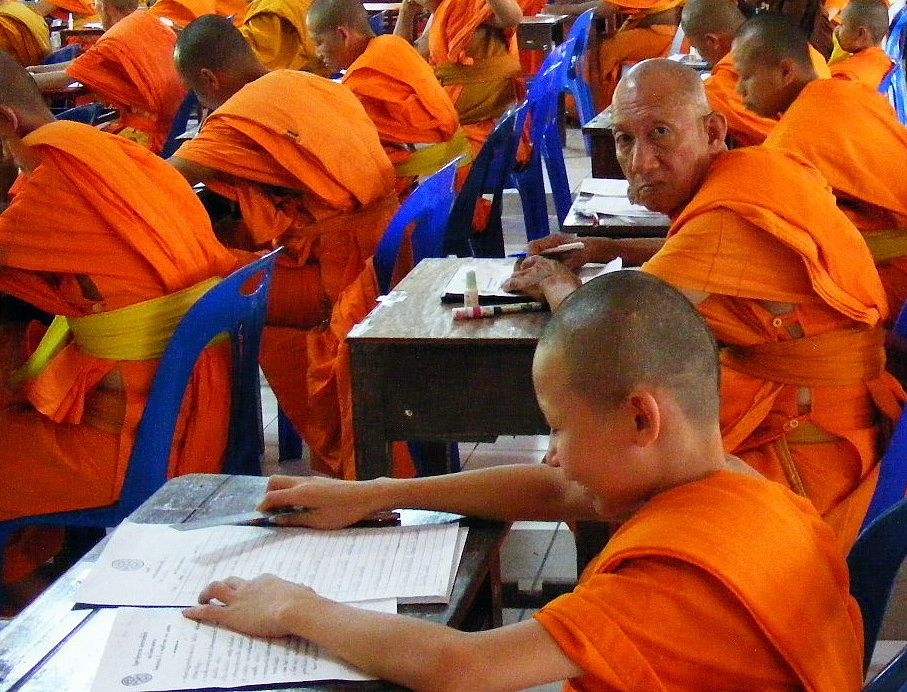
Буддистские монахи в Таиланде сдают экзамен

Жизнь буддийских монахов (санскр. бхикшу, пали бхиккху) и монахинь (санскр. бхикшуни) обычно подчинена сотням строгих правил, набор которых может несколько отличаться в разных буддийских школах и в разные времена; кроме того, для монахинь правил больше, чем для монахов: примерно 225 — для монахов и 250 — для монахинь. Эти правила наиболее полно излагают различные стороны жизни монаха, при этом в буддизме нет и не было всемирного управляющего центра или единой иерархии религиозной власти, поэтому существует большое разнообразие и в понимании его философии, и в практике жизни, в том числе монашеской. Иногда это разномыслие даже приводило к расколам сангхи.
В убеждениях и образе жизни буддийских монахов в разных местах могут быть существенные различия. Они связаны как с распространением различных буддийских традиций и школ, в каждой из которых принято своё истолкование учения Будды, так и с климатическими, географическими, социальными и другими местными условиями, к которым монахи вынуждены приспосабливаться. Например, в буддийских монастырях, расположенных в более холодном климате, монахам разрешается иметь больше предметов одежды, чем положено по писаниям. В тех местах, где просить готовую еду у мирских людей невозможно или сильно затруднительно (из-за ситуации на дорогах, удалённости, малонаселённости, неприятия нищенства государством и обществом или по другим причинам), у монахов имеется при монастыре, в которой трудятся они сами и (или) мирские буддисты.

## Другие религии (некоторые примеры)
В джайнизме монахами являются шветамбары и дигамбары. В индуизме — садху, паривраджаки, шраманы (см. также адживика). В сикхизме — удаси. В исламе с монашеством часто сравнивают последователей суфизма — в частности, бекташей, однако большинство суфийских орденов не призывают к безбрачию, а их последователи имеют семьи и детей.
Иудаизм не поощряет монашеский идеал безбрачия и аскетизма. Наоборот, все заповеди Торы являются средством освящения физического мира. Так, например, основатель учения хасидизма Исраэль Баал Шем Тов отмечал, что наслаждение разрешёнными физическими удовольствиями поощряется в религии иудаизма как средство «служить Богу с радостью» (Втор. 28:47). Там не менее до разрушения Второго Храма около двух тысяч лет назад принятие обетов назорейства было обычным явлением в религии иудаизма. Евреи-назореи воздерживались от вина и продуктов из винограда, от стрижки волос, и прикосновения к мёртвым, но не отстранялись от общества: им было разрешено жениться и владеть имуществом и, более того, в большинстве случаев обет назорейства действовал на определённый период времени (период обета) и не был постоянным.